# Lakheri
Lakheri è una suddivisione dell'India, classificata come municipality, di 26.910 abitanti, situata nel distretto di Bundi, nello stato federato del Rajasthan. In base al numero di abitanti la città rientra nella classe III (da 20.000 a 49.999 persone).

## Geografia fisica
La città è situata a 25° 40' 0 N e 76° 10' 0 E e ha un'altitudine di 226 m s.l.m..

## Società

### Evoluzione demografica
Al censimento del 2001 la popolazione di Lakheri assommava a 26.910 persone, delle quali 13.967 maschi e 12.943 femmine. I bambini di età inferiore o uguale ai sei anni assommavano a 3.861, dei quali 2.008 maschi e 1.853 femmine. Infine, coloro che erano in grado di saper almeno leggere e scrivere erano 17.177, dei quali 10.751 maschi e 6.426 femmine.